# Dena Segunda del Río
La Segunda del Río es una dena del municipio de Morella (Los Puertos, Comunidad Valenciana, España). En 2009 contaba con 100 habitantes, 40 de los cuales vivían en el núcleo de El Hostal Nou, que hace las funciones de capital de la dena. Los restantes 60 viven diseminados en las distintas masías.
Con una superficie aproximada de 1.450 Ha, la Segunda del Río está situada al sudeste del término de Morella. Sus límites son: al norte, la Dena de la Roca; al sur, las denas de Coll i Moll y de la Vespa; al este, las denas de Coll y Moll y la Roca; al oeste, la Dena Primera del Río.

## Masías
Las masías son:
| - l'Hostal Nou (capital) - Caseta d'Aguilar - Mas d'Aguilar - Caseta d'Alcon - Mas de l'Almoina - Caseta de Beneito - Caseta Blanca - Caseta de Blasco - Mas del Bosc - Caseta de Brunyó - Mas de la Canaleta - Venta de la Carda - Mas de les Casetes | - Hostal d'en Nuella - Mas d'en Fornós - Mas d'Eroles - Caseta de Ferreres - Caseta de Gil - Mas de Gil - Mas de Guimerà - Caseta de Jovaní - Caseta de Manero - Caseta de Masoveret - Mas de Moreno - Molí Nou - Caseta Nova | - Mas de l'Ombria - Maset del Pas - Caseta de Paula - Caseta de Pere - Mas de la Perera - Caseta de Perot - Caseta de Portalet - Caseta de la Punta - Caseta del Pla - Caseta de la Querola - Caseta del Querolet - Caseta de Quiquet - Mas del Rel | - Caseta Rogeta - Caseta de Solí - Mas dels Tancats - Caseta del Tint - Caseta del Toll del Cirer - Mas de la Torre Batle - Caseta de l'Ombria - Maset del Vent - Caseta Venta del Sol - Caseta de Sant Vicent - Caseta de Vinyeta - Caseta de Zaporta - Caseta de Quatre Camins |